# L'Action française (quotidien)
Pour les articles homonymes, voir Action française (homonymie).
Ne pas confondre avec l’Action française, le mouvement politique dont il est l’organe de presse.
 (août 2018).
L'Action française, organe du nationalisme intégral est un journal royaliste français fondé à Paris le 21 mars 1908 et interdit à la Libération en août 1944 pour collaboriannisme.
Il fait suite à la Revue d'Action française de Henri Vaugeois et Maurice Pujo. Siégeant rue de Rome, à Paris, ce quotidien avait comme directeur Charles Maurras, chef du mouvement monarchiste Action française. Sa ligne éditoriale est qualifiée d'extrême droite du fait de la violence de son antiparlementarisme, de son anti-républicanisme et de son antisémitisme. L'Action française du dimanche est le journal hebdomadaire de l'action française pendant un bref temps.

## Organe officiel du mouvement d'Action française

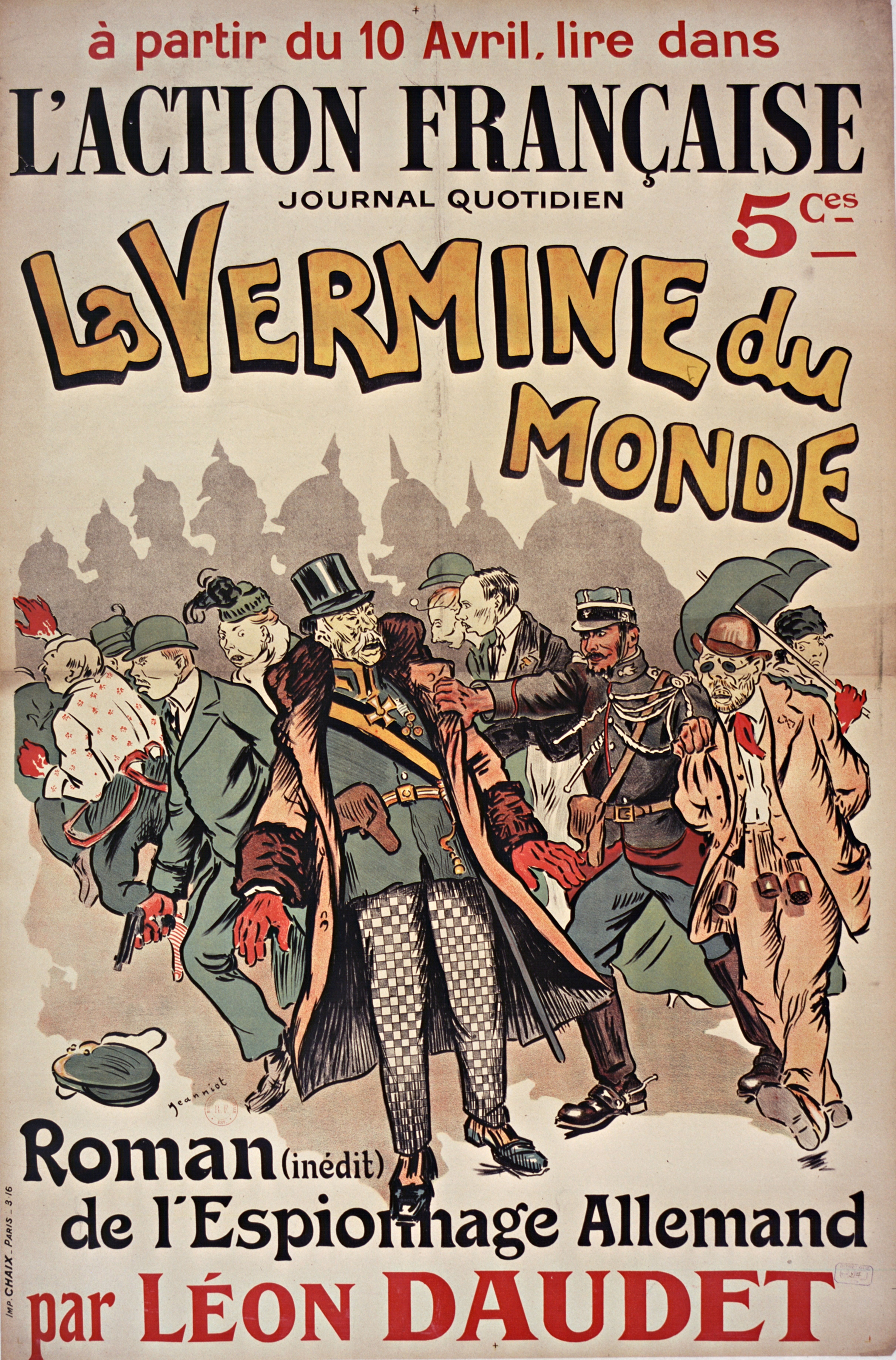
Affiche lithographiée signée Jeanniot (1918).

Ce journal était alors l'organe officiel du mouvement de l'Action française. Il s'agissait d'un quotidien nationaliste, monarchiste, antidreyfusard et antisémite.
L'Action française constitua une opposition acharnée à la politique de la Troisième République de même qu'au libéralisme et à la démocratie. Fédérant des collaborateurs de divers mouvements nationalistes et traditionalistes, le journal de Maurras fut le creuset des principaux courants d'extrême droite français des années 1930. Utilisant la dénonciation et les attaques personnelles, les journalistes de l'AF, Léon Daudet en tête, menèrent une propagande royaliste et anti-républicaine soutenue durant la Première Guerre mondiale puis entre les deux guerres, qui culmina lors des émeutes du 6 février 1934 et de l'affaire Stavisky. Le quotidien mena également une campagne infatigable contre le régime soviétique, le communisme, les Juifs et la franc-maçonnerie.
Le quotidien pratiquait la diffamation (« il arrivait souvent que des personnes fussent accusées à tort »), l'utilisation de faux documents, et la provocation au meurtre. L'Action française fut également à l'origine d'une école intellectuelle et littéraire qui rassembla de nombreux philosophes, historiens, poètes ou romanciers autour de publications comme la Revue critique des idées et des livres (1908-1924) ou la Revue universelle (1920-1941).

### Parrainage
Le premier numéro paraît le 21 mars 1908 et porte la devise « Tout ce qui est national est nôtre ». Il est parrainé par douze personnalités : Henri Vaugeois, Léon Daudet, Charles Maurras, Léon de Montesquiou, Lucien Moreau, Jacques Bainville, Louis Dimier, Bernard de Vesins, Robert de Boisfleury, Paul Robain, Frédéric Delebecque, Maurice Pujo.
Dès lors, l'ensemble de la presse maurrassienne rencontre un certain succès. L'année 1908 voit aussi la naissance de la Revue critique des idées et des livres, qui est, jusqu'à la guerre, le « laboratoire d'idées » et l'organe littéraire du mouvement maurrassien.

### Donations, tirage et capital
Le journal, qui envoyait des milliers d'abonnements gratuits, était fortement déficitaire et faisait régulièrement appel à des souscriptions pour lutter « contre l'or juif ». Beaucoup de donateurs sont de la noblesse ; en 1912 le prétendant au trône orléaniste donne 1 000 francs par mois. En 1914, le quotidien avait 20 000 lecteurs dont la moitié d'abonnés. Entre 1920 et 1926, « les pertes du journal s'élevèrent à près de cinq millions de francs ». Le milliardaire François Coty donna deux millions de francs à L'Action française entre 1924 et 1928. Entre 1930 et 1935, la perte moyenne dépassait le million de francs par an. De fait, « la seule période où le budget de L'Action française paraît s'être trouvé en équilibre, c'est peu avant qu'il ait cessé de paraître », dans Lyon occupé par l'armée allemande.
Son tirage varie entre 50 000 et 100 000 exemplaires, avec un maximum de 200 000 en 1934 pendant l'affaire Stavisky et la crise du 6 février 1934.

## Années 1920
Peu avant la condamnation papale, le quotidien vit son apogée. Ainsi, beaucoup d'officiers de l'Armée française sensibles au nationalisme intégral de Maurras lisent le journal. En 1926, alors que le journal tire à près de 100 000 exemplaires, le journal nationaliste compte, selon Eugen Weber, 45 000 abonnés et le même nombre d'acheteurs au numéro auxquels il faut ajouter les 25 000 abonnés du supplément du dimanche, L'Action française agricole. En 1920, son tirage n'était que 60 000 exemplaires Le 5 février 1934, le tirage atteint une pointe de 200 000 exemplaires. Mais en 1939, il est revenu à 45 000 exemplaires.
Sur le plan militaire d’ailleurs, c’est à partir de 1928, qu’une page spéciale contenant la rubrique du général Lavigne-Delville est imprimée le 10 et le 25 de chaque mois formant ainsi la liaison entre presse, armée et pouvoir.
Mais en cette même année, la condamnation romaine entraîne une non-reconduction de beaucoup d'abonnements bien que certains restent fidèles au journal tel le capitaine Philippe de Hautecloque qui sera un lecteur assidu de Bainville et de L'Action française dans les années 1930. À la suite de la crise de 1926-1927 avec le Saint-Siège et la condamnation de l'Action française par le pape Pie XI, Jacques Maritain prend ses distances avec l'organisation et le journal. Cette condamnation pontificale scandalise Georges Bernanos, catholique fervent, qui se rapproche alors de Charles Maurras, l'agnostique.

## Années 1930 et régime de Vichy

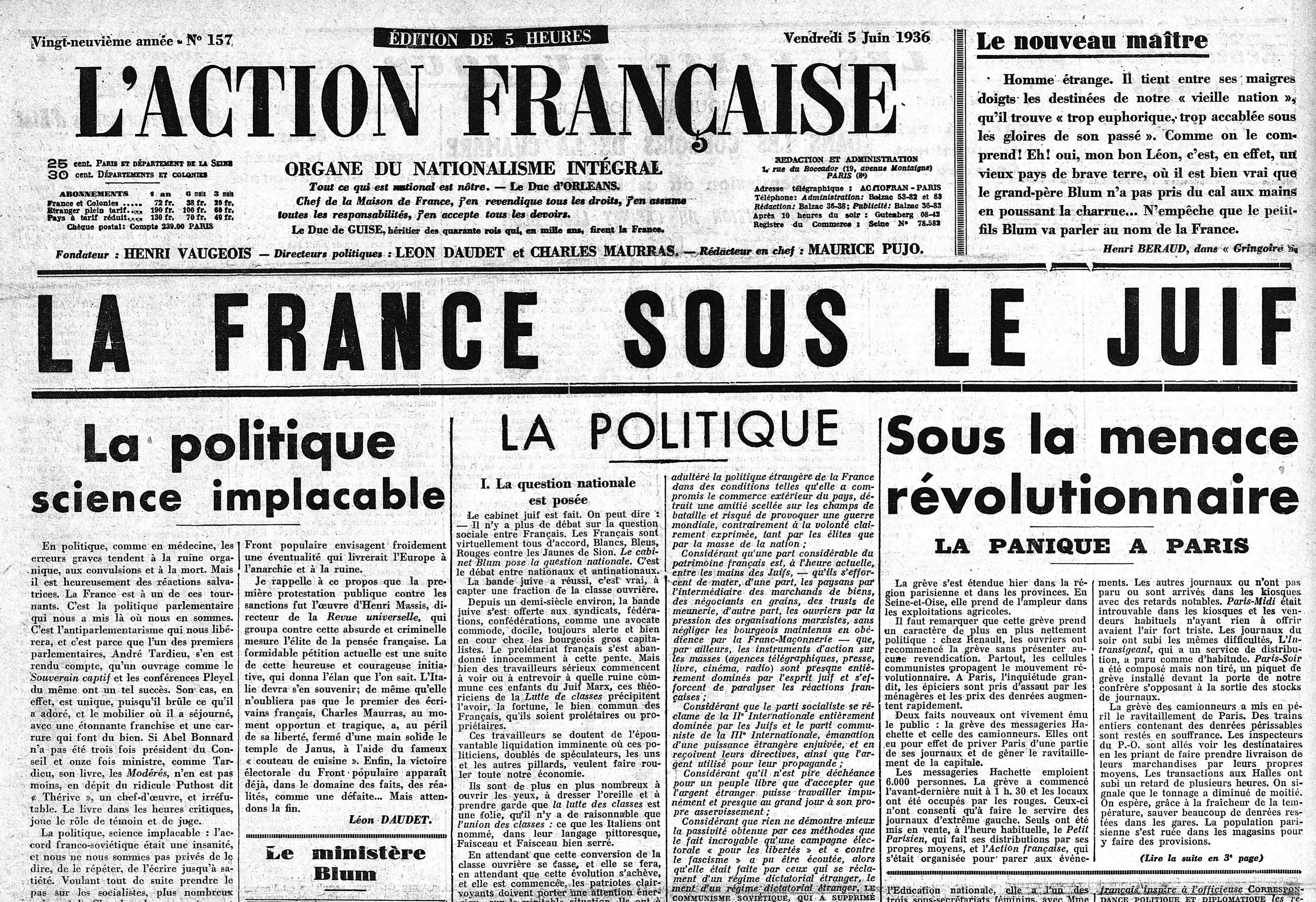
La France sous le Juif, manchette antisémite de L'Action française du 5 juin 1936.

Hostiles au pangermanisme, et à l'Allemagne de façon générale, certains des collaborateurs de l'Action française ont critiqué la politique allemande durant les années 1930.
En 1938, ne voulant pas d'une nouvelle guerre, l'Action française apporte son soutien aux accords de Munich, puis Maurras félicite Arthur Neville Chamberlain pour avoir négocié avec Hitler.
Après l'armistice de 1940, le journal se replie à Limoges, puis à Lyon en octobre 1940. La sympathie de Maurras et de ses proches pour le régime de Vichy en fait un des piliers idéologiques du nouveau régime. Après l'occupation de la totalité du pays en novembre 1942, l'alignement sur la puissance occupante, l'Allemagne nazie, est plus sensible.
Plusieurs journalistes, comme Jacques Delebecque, employé au service de la propagande (journal L’Éclair) du régime de Vichy puis réfugié en Suisse jusqu’en 1949 durant l’épuration, sont impliqués dans la collaboration avec les nazis. Le journal donne régulièrement les dépêches de l’office français d’information (OFI) annonçant les «  conseils de révision » de la Waffen-SS, jusqu’en 1944, qui ouvrent guichet aux Français désirant s’engager dans la division Charlemagne. Le journal est violemment hostile aux résistants, qui sont appelés les « terroristes ». Maurras appelle à exécuter les résistants et les membres de leurs familles. L’historienne Bénédicte Vergez-Chaignon résume la rupture inévitable de Maurras avec certaines de ses ouailles (comme Philippe Ariès) : « après les événements décisifs de novembre 1942, après l’instauration du STO, après la création de la Milice, un certain nombre de maurrassiens, comme d’autres Français d’opinions différentes, découvrent avec plus ou moins de violence l’incompatibilité totale de leur volonté de se battre contre l’occupant avec les positions de Maurras. Le discours du leader de l’AF apparaît soudain pour ce qu’il est ».
À la Libération de la France le quotidien est interdit pour collaboration, et ses principaux animateurs (Charles Maurras et Maurice Pujo) sont emprisonnés.

## Postérité du quotidien
En 1947, Georges Calzant fonde un nouveau journal d'Action française intitulé Aspects de la France, reprenant les initiales AF. Tandis que ce périodique reste fidèle à la doctrine maurrassienne et perpétue une certaine forme d'idéalisme et de radicalisme monarchiste, Pierre Boutang (autre disciple de Maurras) fonde un autre journal se réclamant de L'Action française : La Nation française. Rassemblant surtout des intellectuels et des universitaires (dont Philippe Ariès et Raoul Girardet), cette nouvelle branche de l'AF se veut plus réflexive et mieux adaptée à la réalité politique d'après-guerre ; elle rejette l'antisémitisme de ses prédécesseurs et se distancie du discours des nostalgiques de Vichy. Elle tente de repenser le monarchisme et le nationalisme en fonction des problèmes que pose la France des années 1950 (notamment la guerre d'Algérie) en restant fidèle aux initiatives de Charles Maurras.
L'Action française faisait également paraître l’Almanach de l'Action française, les Cours et conférence d'Action française et plusieurs ouvrages à la Librairie d'Action française.

### L'Action française 2000 (1998-2018)
Le titre de L'Action française est repris par le mouvement politique pour son journal entre 1998 et 2018. Il paraît alors tous les premiers et troisième jeudi de chaque mois sous le nom d'Action française 2000. Il est vendu à la criée par les militants dans la rue, mais est également disponible dans certains kiosques un peu partout en France.

### Le bien commun (2019 à de nos jours)
En 2019, le journal Le bien commun édité par le CRAF prend la suite de L'Action française 2000 et est aussi vendu à la criée par les militants du mouvement,.